# Hydrochus daviniaae
Hydrochus daviniaae är en skalbaggsart som beskrevs av Dewanand Makhan 1995. Hydrochus daviniaae ingår i släktet Hydrochus och familjen gyttjebaggar. Inga underarter finns listade i Catalogue of Life.